# Anastatus drassi
Anastatus drassi är en stekelart som först beskrevs av Riley 1892.  Anastatus drassi ingår i släktet Anastatus och familjen hoppglanssteklar. Inga underarter finns listade i Catalogue of Life.